# Эроль (озеро)
Озеро Эро́ль (фр. L'étang de l'Ayrolle, окс. L'Estanh de  l'Airòla) — лагуна, расположенная на побережье Средиземного моря в департаменте Од, к югу от города Грюиссан, между озером Сижан и морем.

## Характеристики
Озеро находится в региональном природном парке Нарбонна, это второе по размеру озеро в департаменте Од после озера Сижан, его площадь 13,2 км², глубина от 0,75 до 1,5 метров.

## Ресурсы
В озере водится угорь, кефаль, лещ, а также устрицы, мидии и другие моллюски. В северной части озера находятся солончаки.